# Provesano
Provesano di San Giorgio della Richinvelda is een plaatsje in Noord-Italië in de provincie Pordenone, tussen Venetië en Triëst. Het maakt deel uit van gemeente San Giorgio della Richinvelda. In 2002 woonden er ca. 500 mensen.
Het dorp is in Nederland bekend geworden doordat de politicus Pim Fortuyn er een vakantiewoning bezat, Rocca Jacoba genaamd. Fortuyn is op 20 juli 2002 in Provesano (her)begraven.